# Ústí (district de Vsetín)
Pour les articles homonymes, voir Ústí.
Ústí (en allemand : Austen, précédemment : Austy) est une commune du district de Vsetín, dans la région de Zlín, en République tchèque. Sa population s'élevait à 621 habitants en 2020.

## Géographie
Ústí est située à la confluence de la Vsetínská Bečva et de la Senice, à 4 km au sud du centre de Vsetín, à 27 km à l'est-nord-est de Zlín et à 271 km à l'est-sud-est de Prague.
La commune est limitée par Vsetín au nord, par Janová à l'est, par Hovězí au sud-est, par Leskovec au sud, et par Lhota u Vsetína à l'ouest.

## Histoire
La première mention écrite du village date de 1505.